# 严维佳
嚴維佳（1964年9月—），男，漢族，江蘇鎮江人，中华人民共和国政治人物。畢業於寧夏大學工商管理專業，在職研究生學歷，工商管理碩士。

## 生平
1984年6月加入中國共產黨。1984年8月參加工作。曾任三原縣縣長，秦都區委書記、區長。2010年2月，成為咸陽市副市長。2015年8月，任銅川市常務副市長。2020年5月，獲選為漢中市政協主席。2022年3月，不再担任市政协主席。